# Louvilliers-lès-Perche
Louvilliers-lès-Perche ist eine französische Gemeinde mit 198 Einwohnern (Stand: 1. Januar 2022) im Département Eure-et-Loir in der Region Centre-Val de Loire. Sie gehört zum Arrondissement Chartres und zum Kanton Saint-Lubin-des-Joncherets.

## Geographie
Louvilliers-lès-Perche liegt etwa 40 Kilometer nordwestlich von Chartres. Umgeben wird Louvilliers-lès-Perche von den Nachbargemeinden Crucey-Villages im Norden, Maillebois im Osten, Le Mesnil-Thomas im Südosten, Senonches im Süden, La Framboisière im Südwesten sowie La Saucelle im Westen und Nordwesten.

## Bevölkerungsentwicklung
| Jahr                       | 1962 | 1968 | 1975 | 1982 | 1990 | 1999 | 2006 | 2020 |
| Einwohner                  | 198  | 143  | 121  | 134  | 114  | 138  | 149  | 179  |
| Quellen: Cassini und INSEE |      |      |      |      |      |      |      |      |

## Sehenswürdigkeiten
- Kirche Notre-Dame

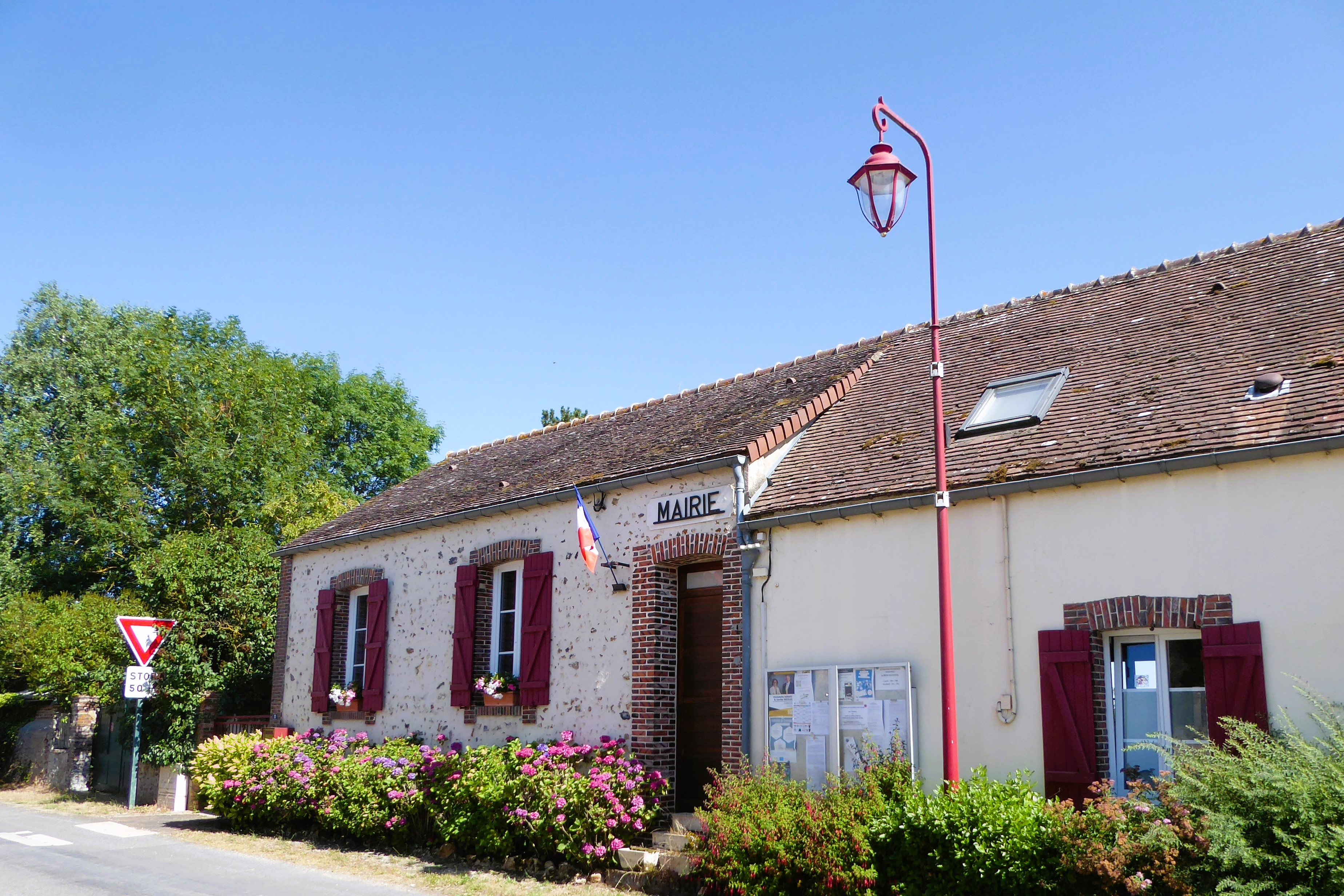
Rathaus
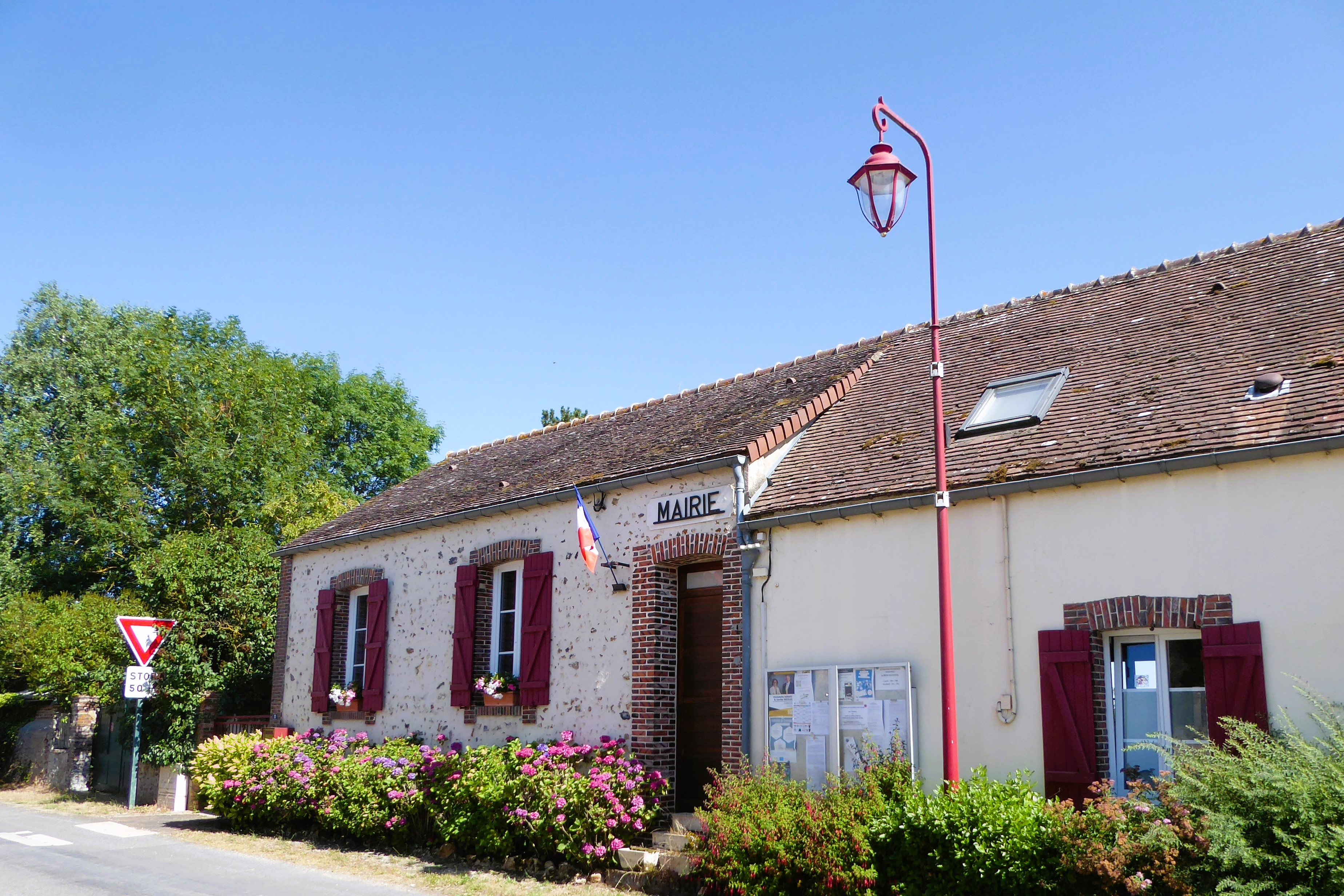
Kirche Notre-Dame